# قطعنامه ۱۰۷۹ شورای امنیت
قطعنامه ۱۰۷۹ شورای امنیت سازمان ملل متحد که در تاریخ ۱۵ نوامبر ۱۹۹۶ تصویب شد، سندی بین‌المللی دربارهٔ بررسی وضعیت در کرواسی است. این قطعنامه طی نشست ۳۷۱۲ام با ۱۵ رای موافق، ۰ مخالف و ۰ ممتنع تصویب شد.